# Amine
Amine Mounder (Casablanca, 30 de julio de 1982), mejor conocido por su monónimo Amine, es un cantante de R&B franco-marroquí. Es conocido por su estilo musical singular, Raï'n'B, que es una mezcla de R&B y Raï.
Sus mayores éxitos son "Ma vie", "J'voulais" y un dueto con la cantante francesa Leslie llamado "Sobri (notre destin)". "Sobri" y "J'voulais" alcanzaron el puesto número uno en la listas francesas en 2006. Amine también apareció en las listas de Bélgica y Suiza.
También participó en numerosos festivales, como L'année de l'Algérie en Bercy en diciembre de 2003, y en Le Maroc en fête en el Zénith de París.
Amine regresó en 2015 con éxitos como "Señorita" y "Tu verras".

## Discografía

### Álbumes
| Año  | Álbum          | Posiciones más altas en los gráficos |
| Año  | Álbum          | FR                                   |
| ---- | -------------- | ------------------------------------ |
| 2005 | Delà des rêves | 16                                   |
| 2008 | Mes sources    | –                                    |
| 2009 | Autour d'eux   | 89                                   |

### Sencillos
| Año  | Sencillo                         | Posiciones más altas en los gráficos | Posiciones más altas en los gráficos | Posiciones más altas en los gráficos | Álbum             |
| Año  | Sencillo                         | FR                                   | BEL (Wa)                             | SUI                                  | Álbum             |
| ---- | -------------------------------- | ------------------------------------ | ------------------------------------ | ------------------------------------ | ----------------- |
| 2005 | "Ma vie"                         | 15                                   | 2* (Ultratip)                        | 79                                   | Au-delà des rêves |
| 2006 | "J'voulais"                      | 1                                    | 10                                   | 27                                   | Au-delà des rêves |
| 2006 | "My Girl"                        | 29                                   | 3* (Ultratip)                        | –                                    | Au-delà des rêves |
| 2006 | "Finiki"                         | –                                    | –                                    | –                                    | Au-delà des rêves |
| 2006 | "Sobri 2" (Leslie & Amine)       | 12                                   | 30                                   | –                                    | Raï'n'B Fever 2   |
| 2009 | "Juste un oui"                   | –                                    | –                                    | –                                    | Autour d'eux      |
| 2009 | "Tu ne m'as pas laissé le choix" | –                                    | –                                    | –                                    | Autour d'eux      |
| 2015 | "Señorita"                       | 17                                   | 4                                    | –                                    |                   |
| 2015 | "Tu verras"                      | –                                    | 14* (Ultratip)                       | –                                    |                   |
| 2016 | "Rendez-vous"                    | –                                    | –                                    | –                                    |                   |

*No apareció en las listas oficiales Ultratop 50 belgas, sino en las listas Ultratip que estaban surgiendo.

### Otras canciones
- 2006: "Finiki" (escrito por Mouad Hamich Prod.by Dj kore & Bellek)
- 2009 "Juste un oui" (Arab version)
- 2009 "Maat lohiche" (con Cheb Bilal)

### Colaboraciones
| Año  | Sencillo                                    | Peak positions | Peak positions | Peak positions | Álbum |
| Año  | Sencillo                                    | FR             | BEL (Wa)       | SUI            | Álbum |
| ---- | ------------------------------------------- | -------------- | -------------- | -------------- | ----- |
| 2004 | "Sobri (notre destin)" (Leslie feat. Amine) | 2              | 2              | 29             |       |
| 2004 | "Just Married" (Relic feat. Amine)          | 28             | –              | –              |       |
| 2007 | "On va samizé" (Magic System feat. Amine)   | 26             | –              | –              |       |
| 2016 | "Run" (Naskid & Trackstorm feat. Amine)     | –              | –              | –              |       |
| 2016 | "Petit Baba Noël" (Baba feat. Amine)        | 2              | –              | –              |       |